# Choristodera
Los coristoderos (Choristodera) son un orden de saurópsidos diápsidos semiacuáticos que se extendieron del Jurásico Medio, o posiblemente del Triásico Superior (dependiendo de la posición de Pachystropheus), por lo menos hasta el Mioceno Inferior. Se han encontrado fósiles en Norteamérica, Asia, y Europa; los más comunes se encuentran típicamente del Cretácico Superior al Eoceno Inferior. Análisis cladisticos los ha colocado entre los diápsidos basales y los arcosauromorfos basales, pero la posición filogenética de los coristoderos es todavía incierta. También se ha propuesto que representan lepidosauromorfos basales. Recientemente, varios trabajos han colocado Choristodera dentro de Archosauromorpha.[cita requerida]

## Descripción
Los campsosáuridos (Champsosauridae) son los mejor conocidos de las cinco familias de Choristodera y tipifican el grupo. Champsosaurus fue descrito de estratos del Cretácico Superior en Montana por Cope en 1876. El cráneo de Champsosaurus tenía un hocico largo y fino con numerosos dientes cónicos pequeños y agudos, análogo al de un gavial o de un falso gavial modernos, debido a que los campsosaurios ocuparon un nicho ecológico similar, buscando pequeñas presas acuáticas en  ríos y pantanos; es un ejemplo clásico de convergencia evolutiva. Los coristoderos más primitivos tienen hocicos más cortos y anchos.
Las principales diferencias entre los gaviales y otros cocodrilos y los coristoderos se dan particularmente en el cráneo. Las órbitas se encuentran bien adelante en el cráneo, y la parte posterior del cráneo es bulbosa, muy ampliada y consiste en el espacio vacío circundante de los arcos óseos complejos. Estos espacios contuvieron probablemente los grandes músculos de la mandíbula. Otras hipótesis para estos espacios, como una cubierta sensorial ótica del órgano, se han rebatido por su poco soporte. Las narinas se encuentran en la extremidad del hocico; esto indica que los campsosaurios respiraban mientras estaban sumergidos extendiendo su hocico en la superficie del agua mientras que su cuerpo continuaba sumergido. Cocodrilos y fitosaurianos tienen las narinas localizadas en la parte dorsal del hocico o cráneo respectivamente. Esta posición le permite tener el resto del cuerpo sumergido apenas por debajo de la superficie.
El cráneo de los campsosaurios es realmente muy similar al de los lagartos, aunque muy modificado. Esto ha llevado a algunos investigadores a considerar a los campsosáuridos como lepidosauromorfos. Sin embargo, los campsosaurios carecen del complejo cuadrado de los lepidosaurios. Con las características de ambos grupos de diápsido, la posición filogenética de Choristodera es muy confusa.
Otras características de los coristoderos incluyen gastralias pesadamente osificadas y miembros distales modificados, no como manos y pies, sino usados como paletas. Además, las costillas de los campsosaurios son cortas y masivas, como en otros reptiles acuáticos. El tórax se aplana dorsoventralmente y la cola se comprime lateralmente para ayudar en la natación. Impresiones de la piel encontradas en fósiles de camposáuridos pequeños, no muestran escudos óseos como los de los cocodrilianos.

## Fósiles

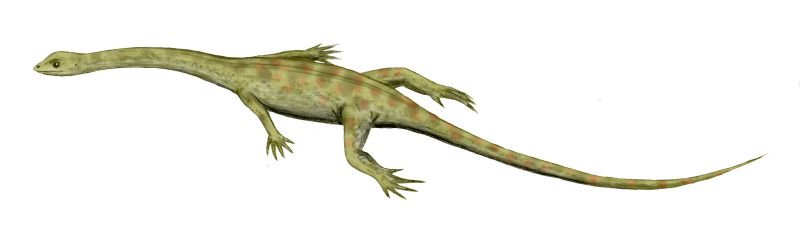
Hyphalosaurus.

Considerado por largo tiempo un grupo morfológicamente conservador, análisis filogenéticos recientes y descripciones de nuevos taxones han revolucionado la comprensión de su taxonomía.[cita requerida]
El orden Choristodera abarca dos grupos monofilético y tres taxones basales. Los coristoderos primitivos se caracterizan por un cuerpo de pequeño tamaño, órbitas grande, dirigidas hacia arriba y las ventanas temporales inferiores cerradas.
Lazarussuchus es el coristodero más basal. Los análisis cladisticos indican que Lazarussuchus es más primitivo que Pachystropheus, el posible coristodero del Triásico. Por lo tanto si los análisis cladisticos son correctos, Lazarussuchus implica un linaje fantasma que extiende desde oligoceno al cretáceo por lo menos. Esta taxonomía se conoce de Francia y de la República Checa. Una especie, L. dvoraki, persistido en el temprano Mioceno en Chequia.
Cteniogenys es otro coristodero básico, como Monjurosuchus, es un pequeño animal con el cuerpo de lagarto. Los pies palmeados de Monjurosuchus reflejan su forma de vida acuática. Los primeros se conocen desde Norteamérica y Europa, mientras que este último se conoce de China.
Los dos coristoderos de cuerpo pequeño, Shokawa y Hyphalosaurus forman un clado innombrado (a veces llamado " Hyphalosauridae ") dentro de Choristodera. Sus cuellos y colas alargados representan una condición derivada compartida única. Se asemejan a pequeños plesiosáuridos o notosáuridos. Shokawa se conoce de Japón, y Hyphalosaurus de China.
El clado nombrado Neochoristodera incluye a Champsosaurus, Tchoiria, Simoedosaurus, Ikechosaurus y posiblemente Pachystropheus. Este grupo de reptiles grandes se caracteriza por los hocicos alargados y las órbitas relativamente pequeñas. Aunque refleje nuestra comprensión temprana del Choristodera en conjunto, de hecho representa una condición altamente derivada.
Los taxones neocoristoderianos Champsosauridae y Simoedosauridae se encuentran en el Cretácico superior al Eoceno medio, indicando que el grupo sobrevivió al Extinción masiva del Cretácico-Terciario. En Champsosaurus los dientes, las vértebras, y otros huesos son fósiles comunes en depósitos cretáceos tales como Formación Dinosaur Park de Alberta y Formación Lance de Wyoming. La presencia de champsosáuridos más al norte se encuentra en el norte de Alaska implica temperaturas más calientes durante el cretáceo. La especie del Paleoceno, Champsosaurus gigas, es el champsosáurido de mayor tamaño conocido. El esqueleto más completo fue encontrado en Sitio Wannagan Creek de Dakota del Norte, pero se encuentra en estratos paleocénicos norteamericanos en Dakota, Wyoming, y Montana. C. gigas es inusual entre reptiles paleocénicos en que es más grande que sus antepasados mesozoicos conocidos, aproximadamente 3 metros de longitud (contra 1,5& metros para los champsosáuridos cretáceos más grandes.
Simoedosaurus es conocido de Europa y América del Norte, Tchoria es conocido de Mongolia e Ikechosaurus de China. Champsosaurus vivió en América del Norte, donde sus centros vertebrales con forma de reloj de arena son importantes bioindicadores estatigráfícos.
Pachystropheus rhaeticus puede ser o no ser un coristodero. Si pertenece a esa taxonomía, extiende el expediente fósil de los Choristoderos del Jurásico medio por más de 45 millones de años al Triásico superior e implica un significativo linaje fantasma. Sin embargo, Pachystropheus carece de material craneal, y todas las adaptaciones postcraniales que lo ligan a Choristoderos pueden reflejar simplemente adaptaciones convergentes a una forma de vida acuática. Todos los Choristoderos inequívocos eran animales de agua dulce, mientras que Pachystropheus fue recuperado de secuencias transgresivas marinas europeas. Pachystropheus puede ser un Choristodero, o puede ser un tipo de thallatosaurio, un grupo de robusto de cuello largo de reptiles marinos. Un material fósil más completo es necesario para resolver la situación de Pachystropheus.
La extinción final de los Coristoderos pudo haber sido el resultado de un gran número de factores: temperaturas descendentes en el oligoceno, la competición creciente con los cocodrilianos, la pérdida del habitat, o cualquier combinación de estos u otros factores.
En 2006, la Sociedad Real Británica anunció que había descubierto un fósil de dos cabezas de un Choristodero, el primero registrado con esa anormalidad que se ha encontrado fosilizado. Las ocasiones de encontrar un fósil con esa característica son extremadamente bajas, como lo demuestra la mínima proporción actual de reptiles con dos cabezas.

## Clasificación
Cladograma según Mikko's Phylogeny Archive, y jerarquías según The Paleobiology Database; todos los nombres en cursiva son géneros.
|  | Hyphalosaurus |
|  |               |
|  | Shokawa       |
|  |               |

|  | Monjurosuchus  |
|  |                |
|  | Philydrosaurus |
|  |                |

|  | Champsosaurus |
|  |               |
|  | Eotomistoma   |
|  |               |

|         | Liaoxisaurus                                                   |
|         |                                                                |
|         | Tchoiria                                                       |
|         |                                                                |
| unnamed | \| \| Ikechosaurus \| \| \| \| \| \| Simoedosaurus \| \| \| \| |
|         | \| \| Ikechosaurus \| \| \| \| \| \| Simoedosaurus \| \| \| \| |
|         | Ikechosaurus                                                   |
|         |                                                                |
|         | Simoedosaurus                                                  |
|         |                                                                |

|  | Ikechosaurus  |
|  |               |
|  | Simoedosaurus |
|  |               |

|  | Champsosaurus |
|  |               |
|  | Eotomistoma   |
|  |               |

|         | Liaoxisaurus                                                   |
|         |                                                                |
|         | Tchoiria                                                       |
|         |                                                                |
| unnamed | \| \| Ikechosaurus \| \| \| \| \| \| Simoedosaurus \| \| \| \| |
|         | \| \| Ikechosaurus \| \| \| \| \| \| Simoedosaurus \| \| \| \| |
|         | Ikechosaurus                                                   |
|         |                                                                |
|         | Simoedosaurus                                                  |
|         |                                                                |

|  | Ikechosaurus  |
|  |               |
|  | Simoedosaurus |
|  |               |

|  | Hyphalosaurus |
|  |               |
|  | Shokawa       |
|  |               |

|  | Monjurosuchus  |
|  |                |
|  | Philydrosaurus |
|  |                |

|  | Champsosaurus |
|  |               |
|  | Eotomistoma   |
|  |               |

|         | Liaoxisaurus                                                   |
|         |                                                                |
|         | Tchoiria                                                       |
|         |                                                                |
| unnamed | \| \| Ikechosaurus \| \| \| \| \| \| Simoedosaurus \| \| \| \| |
|         | \| \| Ikechosaurus \| \| \| \| \| \| Simoedosaurus \| \| \| \| |
|         | Ikechosaurus                                                   |
|         |                                                                |
|         | Simoedosaurus                                                  |
|         |                                                                |

|  | Ikechosaurus  |
|  |               |
|  | Simoedosaurus |
|  |               |

|  | Champsosaurus |
|  |               |
|  | Eotomistoma   |
|  |               |

|         | Liaoxisaurus                                                   |
|         |                                                                |
|         | Tchoiria                                                       |
|         |                                                                |
| unnamed | \| \| Ikechosaurus \| \| \| \| \| \| Simoedosaurus \| \| \| \| |
|         | \| \| Ikechosaurus \| \| \| \| \| \| Simoedosaurus \| \| \| \| |
|         | Ikechosaurus                                                   |
|         |                                                                |
|         | Simoedosaurus                                                  |
|         |                                                                |

|  | Ikechosaurus  |
|  |               |
|  | Simoedosaurus |
|  |               |

|  | Hyphalosaurus |
|  |               |
|  | Shokawa       |
|  |               |

|  | Monjurosuchus  |
|  |                |
|  | Philydrosaurus |
|  |                |

|  | Champsosaurus |
|  |               |
|  | Eotomistoma   |
|  |               |

|         | Liaoxisaurus                                                   |
|         |                                                                |
|         | Tchoiria                                                       |
|         |                                                                |
| unnamed | \| \| Ikechosaurus \| \| \| \| \| \| Simoedosaurus \| \| \| \| |
|         | \| \| Ikechosaurus \| \| \| \| \| \| Simoedosaurus \| \| \| \| |
|         | Ikechosaurus                                                   |
|         |                                                                |
|         | Simoedosaurus                                                  |
|         |                                                                |

|  | Ikechosaurus  |
|  |               |
|  | Simoedosaurus |
|  |               |

|  | Champsosaurus |
|  |               |
|  | Eotomistoma   |
|  |               |

|         | Liaoxisaurus                                                   |
|         |                                                                |
|         | Tchoiria                                                       |
|         |                                                                |
| unnamed | \| \| Ikechosaurus \| \| \| \| \| \| Simoedosaurus \| \| \| \| |
|         | \| \| Ikechosaurus \| \| \| \| \| \| Simoedosaurus \| \| \| \| |
|         | Ikechosaurus                                                   |
|         |                                                                |
|         | Simoedosaurus                                                  |
|         |                                                                |

|  | Ikechosaurus  |
|  |               |
|  | Simoedosaurus |
|  |               |

|  | Hyphalosaurus |
|  |               |
|  | Shokawa       |
|  |               |

|  | Monjurosuchus  |
|  |                |
|  | Philydrosaurus |
|  |                |

|  | Champsosaurus |
|  |               |
|  | Eotomistoma   |
|  |               |

|         | Liaoxisaurus                                                   |
|         |                                                                |
|         | Tchoiria                                                       |
|         |                                                                |
| unnamed | \| \| Ikechosaurus \| \| \| \| \| \| Simoedosaurus \| \| \| \| |
|         | \| \| Ikechosaurus \| \| \| \| \| \| Simoedosaurus \| \| \| \| |
|         | Ikechosaurus                                                   |
|         |                                                                |
|         | Simoedosaurus                                                  |
|         |                                                                |

|  | Ikechosaurus  |
|  |               |
|  | Simoedosaurus |
|  |               |

|  | Champsosaurus |
|  |               |
|  | Eotomistoma   |
|  |               |

|         | Liaoxisaurus                                                   |
|         |                                                                |
|         | Tchoiria                                                       |
|         |                                                                |
| unnamed | \| \| Ikechosaurus \| \| \| \| \| \| Simoedosaurus \| \| \| \| |
|         | \| \| Ikechosaurus \| \| \| \| \| \| Simoedosaurus \| \| \| \| |
|         | Ikechosaurus                                                   |
|         |                                                                |
|         | Simoedosaurus                                                  |
|         |                                                                |

|  | Ikechosaurus  |
|  |               |
|  | Simoedosaurus |
|  |               |

|  | Hyphalosaurus |
|  |               |
|  | Shokawa       |
|  |               |

|  | Monjurosuchus  |
|  |                |
|  | Philydrosaurus |
|  |                |

|  | Champsosaurus |
|  |               |
|  | Eotomistoma   |
|  |               |

|         | Liaoxisaurus                                                   |
|         |                                                                |
|         | Tchoiria                                                       |
|         |                                                                |
| unnamed | \| \| Ikechosaurus \| \| \| \| \| \| Simoedosaurus \| \| \| \| |
|         | \| \| Ikechosaurus \| \| \| \| \| \| Simoedosaurus \| \| \| \| |
|         | Ikechosaurus                                                   |
|         |                                                                |
|         | Simoedosaurus                                                  |
|         |                                                                |

|  | Ikechosaurus  |
|  |               |
|  | Simoedosaurus |
|  |               |

|  | Champsosaurus |
|  |               |
|  | Eotomistoma   |
|  |               |

|         | Liaoxisaurus                                                   |
|         |                                                                |
|         | Tchoiria                                                       |
|         |                                                                |
| unnamed | \| \| Ikechosaurus \| \| \| \| \| \| Simoedosaurus \| \| \| \| |
|         | \| \| Ikechosaurus \| \| \| \| \| \| Simoedosaurus \| \| \| \| |
|         | Ikechosaurus                                                   |
|         |                                                                |
|         | Simoedosaurus                                                  |
|         |                                                                |

|  | Ikechosaurus  |
|  |               |
|  | Simoedosaurus |
|  |               |

|  | Hyphalosaurus |
|  |               |
|  | Shokawa       |
|  |               |

|  | Monjurosuchus  |
|  |                |
|  | Philydrosaurus |
|  |                |

|  | Champsosaurus |
|  |               |
|  | Eotomistoma   |
|  |               |

|         | Liaoxisaurus                                                   |
|         |                                                                |
|         | Tchoiria                                                       |
|         |                                                                |
| unnamed | \| \| Ikechosaurus \| \| \| \| \| \| Simoedosaurus \| \| \| \| |
|         | \| \| Ikechosaurus \| \| \| \| \| \| Simoedosaurus \| \| \| \| |
|         | Ikechosaurus                                                   |
|         |                                                                |
|         | Simoedosaurus                                                  |
|         |                                                                |

|  | Ikechosaurus  |
|  |               |
|  | Simoedosaurus |
|  |               |

|  | Champsosaurus |
|  |               |
|  | Eotomistoma   |
|  |               |

|         | Liaoxisaurus                                                   |
|         |                                                                |
|         | Tchoiria                                                       |
|         |                                                                |
| unnamed | \| \| Ikechosaurus \| \| \| \| \| \| Simoedosaurus \| \| \| \| |
|         | \| \| Ikechosaurus \| \| \| \| \| \| Simoedosaurus \| \| \| \| |
|         | Ikechosaurus                                                   |
|         |                                                                |
|         | Simoedosaurus                                                  |
|         |                                                                |

|  | Ikechosaurus  |
|  |               |
|  | Simoedosaurus |
|  |               |

|  | Hyphalosaurus |
|  |               |
|  | Shokawa       |
|  |               |

|  | Monjurosuchus  |
|  |                |
|  | Philydrosaurus |
|  |                |

|  | Champsosaurus |
|  |               |
|  | Eotomistoma   |
|  |               |

|         | Liaoxisaurus                                                   |
|         |                                                                |
|         | Tchoiria                                                       |
|         |                                                                |
| unnamed | \| \| Ikechosaurus \| \| \| \| \| \| Simoedosaurus \| \| \| \| |
|         | \| \| Ikechosaurus \| \| \| \| \| \| Simoedosaurus \| \| \| \| |
|         | Ikechosaurus                                                   |
|         |                                                                |
|         | Simoedosaurus                                                  |
|         |                                                                |

|  | Ikechosaurus  |
|  |               |
|  | Simoedosaurus |
|  |               |

|  | Champsosaurus |
|  |               |
|  | Eotomistoma   |
|  |               |

|         | Liaoxisaurus                                                   |
|         |                                                                |
|         | Tchoiria                                                       |
|         |                                                                |
| unnamed | \| \| Ikechosaurus \| \| \| \| \| \| Simoedosaurus \| \| \| \| |
|         | \| \| Ikechosaurus \| \| \| \| \| \| Simoedosaurus \| \| \| \| |
|         | Ikechosaurus                                                   |
|         |                                                                |
|         | Simoedosaurus                                                  |
|         |                                                                |

|  | Ikechosaurus  |
|  |               |
|  | Simoedosaurus |
|  |               |

|  | Hyphalosaurus |
|  |               |
|  | Shokawa       |
|  |               |

|  | Monjurosuchus  |
|  |                |
|  | Philydrosaurus |
|  |                |

|  | Champsosaurus |
|  |               |
|  | Eotomistoma   |
|  |               |

|         | Liaoxisaurus                                                   |
|         |                                                                |
|         | Tchoiria                                                       |
|         |                                                                |
| unnamed | \| \| Ikechosaurus \| \| \| \| \| \| Simoedosaurus \| \| \| \| |
|         | \| \| Ikechosaurus \| \| \| \| \| \| Simoedosaurus \| \| \| \| |
|         | Ikechosaurus                                                   |
|         |                                                                |
|         | Simoedosaurus                                                  |
|         |                                                                |

|  | Ikechosaurus  |
|  |               |
|  | Simoedosaurus |
|  |               |

|  | Champsosaurus |
|  |               |
|  | Eotomistoma   |
|  |               |

|         | Liaoxisaurus                                                   |
|         |                                                                |
|         | Tchoiria                                                       |
|         |                                                                |
| unnamed | \| \| Ikechosaurus \| \| \| \| \| \| Simoedosaurus \| \| \| \| |
|         | \| \| Ikechosaurus \| \| \| \| \| \| Simoedosaurus \| \| \| \| |
|         | Ikechosaurus                                                   |
|         |                                                                |
|         | Simoedosaurus                                                  |
|         |                                                                |

|  | Ikechosaurus  |
|  |               |
|  | Simoedosaurus |
|  |               |

|  | Hyphalosaurus |
|  |               |
|  | Shokawa       |
|  |               |

|  | Monjurosuchus  |
|  |                |
|  | Philydrosaurus |
|  |                |

|  | Champsosaurus |
|  |               |
|  | Eotomistoma   |
|  |               |

|         | Liaoxisaurus                                                   |
|         |                                                                |
|         | Tchoiria                                                       |
|         |                                                                |
| unnamed | \| \| Ikechosaurus \| \| \| \| \| \| Simoedosaurus \| \| \| \| |
|         | \| \| Ikechosaurus \| \| \| \| \| \| Simoedosaurus \| \| \| \| |
|         | Ikechosaurus                                                   |
|         |                                                                |
|         | Simoedosaurus                                                  |
|         |                                                                |

|  | Ikechosaurus  |
|  |               |
|  | Simoedosaurus |
|  |               |

|  | Champsosaurus |
|  |               |
|  | Eotomistoma   |
|  |               |

|         | Liaoxisaurus                                                   |
|         |                                                                |
|         | Tchoiria                                                       |
|         |                                                                |
| unnamed | \| \| Ikechosaurus \| \| \| \| \| \| Simoedosaurus \| \| \| \| |
|         | \| \| Ikechosaurus \| \| \| \| \| \| Simoedosaurus \| \| \| \| |
|         | Ikechosaurus                                                   |
|         |                                                                |
|         | Simoedosaurus                                                  |
|         |                                                                |

|  | Ikechosaurus  |
|  |               |
|  | Simoedosaurus |
|  |               |

|  | Hyphalosaurus |
|  |               |
|  | Shokawa       |
|  |               |

|  | Monjurosuchus  |
|  |                |
|  | Philydrosaurus |
|  |                |

|  | Champsosaurus |
|  |               |
|  | Eotomistoma   |
|  |               |

|         | Liaoxisaurus                                                   |
|         |                                                                |
|         | Tchoiria                                                       |
|         |                                                                |
| unnamed | \| \| Ikechosaurus \| \| \| \| \| \| Simoedosaurus \| \| \| \| |
|         | \| \| Ikechosaurus \| \| \| \| \| \| Simoedosaurus \| \| \| \| |
|         | Ikechosaurus                                                   |
|         |                                                                |
|         | Simoedosaurus                                                  |
|         |                                                                |

|  | Ikechosaurus  |
|  |               |
|  | Simoedosaurus |
|  |               |

|  | Champsosaurus |
|  |               |
|  | Eotomistoma   |
|  |               |

|         | Liaoxisaurus                                                   |
|         |                                                                |
|         | Tchoiria                                                       |
|         |                                                                |
| unnamed | \| \| Ikechosaurus \| \| \| \| \| \| Simoedosaurus \| \| \| \| |
|         | \| \| Ikechosaurus \| \| \| \| \| \| Simoedosaurus \| \| \| \| |
|         | Ikechosaurus                                                   |
|         |                                                                |
|         | Simoedosaurus                                                  |
|         |                                                                |

|  | Ikechosaurus  |
|  |               |
|  | Simoedosaurus |
|  |               |

|  | Hyphalosaurus |
|  |               |
|  | Shokawa       |
|  |               |

|  | Monjurosuchus  |
|  |                |
|  | Philydrosaurus |
|  |                |

|  | Champsosaurus |
|  |               |
|  | Eotomistoma   |
|  |               |

|         | Liaoxisaurus                                                   |
|         |                                                                |
|         | Tchoiria                                                       |
|         |                                                                |
| unnamed | \| \| Ikechosaurus \| \| \| \| \| \| Simoedosaurus \| \| \| \| |
|         | \| \| Ikechosaurus \| \| \| \| \| \| Simoedosaurus \| \| \| \| |
|         | Ikechosaurus                                                   |
|         |                                                                |
|         | Simoedosaurus                                                  |
|         |                                                                |

|  | Ikechosaurus  |
|  |               |
|  | Simoedosaurus |
|  |               |

|  | Champsosaurus |
|  |               |
|  | Eotomistoma   |
|  |               |

|         | Liaoxisaurus                                                   |
|         |                                                                |
|         | Tchoiria                                                       |
|         |                                                                |
| unnamed | \| \| Ikechosaurus \| \| \| \| \| \| Simoedosaurus \| \| \| \| |
|         | \| \| Ikechosaurus \| \| \| \| \| \| Simoedosaurus \| \| \| \| |
|         | Ikechosaurus                                                   |
|         |                                                                |
|         | Simoedosaurus                                                  |
|         |                                                                |

|  | Ikechosaurus  |
|  |               |
|  | Simoedosaurus |
|  |               |

|  | Hyphalosaurus |
|  |               |
|  | Shokawa       |
|  |               |

|  | Monjurosuchus  |
|  |                |
|  | Philydrosaurus |
|  |                |

|  | Champsosaurus |
|  |               |
|  | Eotomistoma   |
|  |               |

|         | Liaoxisaurus                                                   |
|         |                                                                |
|         | Tchoiria                                                       |
|         |                                                                |
| unnamed | \| \| Ikechosaurus \| \| \| \| \| \| Simoedosaurus \| \| \| \| |
|         | \| \| Ikechosaurus \| \| \| \| \| \| Simoedosaurus \| \| \| \| |
|         | Ikechosaurus                                                   |
|         |                                                                |
|         | Simoedosaurus                                                  |
|         |                                                                |

|  | Ikechosaurus  |
|  |               |
|  | Simoedosaurus |
|  |               |

|  | Champsosaurus |
|  |               |
|  | Eotomistoma   |
|  |               |

|         | Liaoxisaurus                                                   |
|         |                                                                |
|         | Tchoiria                                                       |
|         |                                                                |
| unnamed | \| \| Ikechosaurus \| \| \| \| \| \| Simoedosaurus \| \| \| \| |
|         | \| \| Ikechosaurus \| \| \| \| \| \| Simoedosaurus \| \| \| \| |
|         | Ikechosaurus                                                   |
|         |                                                                |
|         | Simoedosaurus                                                  |
|         |                                                                |

|  | Ikechosaurus  |
|  |               |
|  | Simoedosaurus |
|  |               |

|  | Hyphalosaurus |
|  |               |
|  | Shokawa       |
|  |               |

|  | Monjurosuchus  |
|  |                |
|  | Philydrosaurus |
|  |                |

|  | Champsosaurus |
|  |               |
|  | Eotomistoma   |
|  |               |

|         | Liaoxisaurus                                                   |
|         |                                                                |
|         | Tchoiria                                                       |
|         |                                                                |
| unnamed | \| \| Ikechosaurus \| \| \| \| \| \| Simoedosaurus \| \| \| \| |
|         | \| \| Ikechosaurus \| \| \| \| \| \| Simoedosaurus \| \| \| \| |
|         | Ikechosaurus                                                   |
|         |                                                                |
|         | Simoedosaurus                                                  |
|         |                                                                |

|  | Ikechosaurus  |
|  |               |
|  | Simoedosaurus |
|  |               |

|  | Champsosaurus |
|  |               |
|  | Eotomistoma   |
|  |               |

|         | Liaoxisaurus                                                   |
|         |                                                                |
|         | Tchoiria                                                       |
|         |                                                                |
| unnamed | \| \| Ikechosaurus \| \| \| \| \| \| Simoedosaurus \| \| \| \| |
|         | \| \| Ikechosaurus \| \| \| \| \| \| Simoedosaurus \| \| \| \| |
|         | Ikechosaurus                                                   |
|         |                                                                |
|         | Simoedosaurus                                                  |
|         |                                                                |

|  | Ikechosaurus  |
|  |               |
|  | Simoedosaurus |
|  |               |

|  | Hyphalosaurus |
|  |               |
|  | Shokawa       |
|  |               |

|  | Monjurosuchus  |
|  |                |
|  | Philydrosaurus |
|  |                |

|  | Champsosaurus |
|  |               |
|  | Eotomistoma   |
|  |               |

|         | Liaoxisaurus                                                   |
|         |                                                                |
|         | Tchoiria                                                       |
|         |                                                                |
| unnamed | \| \| Ikechosaurus \| \| \| \| \| \| Simoedosaurus \| \| \| \| |
|         | \| \| Ikechosaurus \| \| \| \| \| \| Simoedosaurus \| \| \| \| |
|         | Ikechosaurus                                                   |
|         |                                                                |
|         | Simoedosaurus                                                  |
|         |                                                                |

|  | Ikechosaurus  |
|  |               |
|  | Simoedosaurus |
|  |               |

|  | Champsosaurus |
|  |               |
|  | Eotomistoma   |
|  |               |

|         | Liaoxisaurus                                                   |
|         |                                                                |
|         | Tchoiria                                                       |
|         |                                                                |
| unnamed | \| \| Ikechosaurus \| \| \| \| \| \| Simoedosaurus \| \| \| \| |
|         | \| \| Ikechosaurus \| \| \| \| \| \| Simoedosaurus \| \| \| \| |
|         | Ikechosaurus                                                   |
|         |                                                                |
|         | Simoedosaurus                                                  |
|         |                                                                |

|  | Ikechosaurus  |
|  |               |
|  | Simoedosaurus |
|  |               |

|  | Hyphalosaurus |
|  |               |
|  | Shokawa       |
|  |               |

|  | Monjurosuchus  |
|  |                |
|  | Philydrosaurus |
|  |                |

|  | Champsosaurus |
|  |               |
|  | Eotomistoma   |
|  |               |

|         | Liaoxisaurus                                                   |
|         |                                                                |
|         | Tchoiria                                                       |
|         |                                                                |
| unnamed | \| \| Ikechosaurus \| \| \| \| \| \| Simoedosaurus \| \| \| \| |
|         | \| \| Ikechosaurus \| \| \| \| \| \| Simoedosaurus \| \| \| \| |
|         | Ikechosaurus                                                   |
|         |                                                                |
|         | Simoedosaurus                                                  |
|         |                                                                |

|  | Ikechosaurus  |
|  |               |
|  | Simoedosaurus |
|  |               |

|  | Champsosaurus |
|  |               |
|  | Eotomistoma   |
|  |               |

|         | Liaoxisaurus                                                   |
|         |                                                                |
|         | Tchoiria                                                       |
|         |                                                                |
| unnamed | \| \| Ikechosaurus \| \| \| \| \| \| Simoedosaurus \| \| \| \| |
|         | \| \| Ikechosaurus \| \| \| \| \| \| Simoedosaurus \| \| \| \| |
|         | Ikechosaurus                                                   |
|         |                                                                |
|         | Simoedosaurus                                                  |
|         |                                                                |

|  | Ikechosaurus  |
|  |               |
|  | Simoedosaurus |
|  |               |

|  | Hyphalosaurus |
|  |               |
|  | Shokawa       |
|  |               |

|  | Monjurosuchus  |
|  |                |
|  | Philydrosaurus |
|  |                |

|  | Champsosaurus |
|  |               |
|  | Eotomistoma   |
|  |               |

|         | Liaoxisaurus                                                   |
|         |                                                                |
|         | Tchoiria                                                       |
|         |                                                                |
| unnamed | \| \| Ikechosaurus \| \| \| \| \| \| Simoedosaurus \| \| \| \| |
|         | \| \| Ikechosaurus \| \| \| \| \| \| Simoedosaurus \| \| \| \| |
|         | Ikechosaurus                                                   |
|         |                                                                |
|         | Simoedosaurus                                                  |
|         |                                                                |

|  | Ikechosaurus  |
|  |               |
|  | Simoedosaurus |
|  |               |

|  | Champsosaurus |
|  |               |
|  | Eotomistoma   |
|  |               |

|         | Liaoxisaurus                                                   |
|         |                                                                |
|         | Tchoiria                                                       |
|         |                                                                |
| unnamed | \| \| Ikechosaurus \| \| \| \| \| \| Simoedosaurus \| \| \| \| |
|         | \| \| Ikechosaurus \| \| \| \| \| \| Simoedosaurus \| \| \| \| |
|         | Ikechosaurus                                                   |
|         |                                                                |
|         | Simoedosaurus                                                  |
|         |                                                                |

|  | Ikechosaurus  |
|  |               |
|  | Simoedosaurus |
|  |               |